# Budget (Sozialversicherung)
Der Begriff Budget wurde in der öffentlichen Finanzwirtschaft traditionell synonym mit den Begriffen „Etat“ und Haushaltsplan verwendet; zwischenzeitlich wird der Begriff Budget vielfältiger eingesetzt. Der Begriff Budget wird in der Sozialversicherung verwendet, um die Ausgabevolumina bestimmter Leistungen für die Leistungserbringer bzw. für die Versicherten ggfs.längerfristig verbindlich festzulegen und zu begrenzen. In der Praxis wird der Begriff auch häufig durch Hinzufügung eines Präfix verwendet.

## Abgrenzung zum Haushaltsplan
Die Notwendigkeit der Konstruktion des Budgets ergibt sich aus den Besonderheiten des staatlichen Haushaltsrechts. Der Haushaltsplan wirkt im Rahmen des Jährlichkeitsprinzips nur staatsintern als Anweisung des Haushaltsgesetzgebers an die Verwaltung; Ansprüche des Bürgers sind nicht betroffen (§ 68 SGB IV, vgl. auch § 3 Haushaltsgrundsätzegesetz). Frühere Rechtskonstruktionen sprachen deshalb auch von dem Haushaltsplan als einem Gesetz im formellen Sinne. Mit der Verwendung des Begriffs Budget bzw. Budgetierung wird deutlich, dass die Mittelbegrenzung nicht nur eine Quantifizierung im Haushaltsplan zur internen Verwaltung ist, sondern die Haushaltsmittel in einem Gesetz begrenzt, das nicht nur staatsintern wirkt, sondern Außenwirkung hat.

## Anwendungsbereiche
Besondere Bedeutung hatte diese „längerfristige Mittelbegrenzung mit Außenwirkung für die Versicherten und Leistungserbringer“ zunächst als Budgetierung im Gesundheitswesen; in der neueren Gesetzgebung im Bereich der Krankenversicherung wird diese Form der Zurverfügungstellung von Mittel allerdings weitgehend aufgegeben. Die Budgetierung gewinnt nunmehr in anderen Zweigen der Sozialversicherung Bedeutung, insbesondere für die Sozialversicherungsträger im Bereich der sog. Ermessensleistungen, wie den Ausgaben der Prävention, der Rehabilitation, der Rehabilitationsforschung sowie bei den Verwaltungskosten. Bei den Verwaltungskosten dürfte die über das Jährlichkeitsprinzip hinausgehende Regelungsdauer im Vordergrund stehen; deren Budgetierung wurde insbesondere auf Drängen des Bundesrechnungshofs nicht nur als Begrenzung, sondern in einzelnen Bereichen auch als Abschmelzung der Budgets gesetzlich angeordnet (für die Rentenversicherung § 220 SGB VI, für die landwirtschaftliche Sozialversicherung § 80 ALG, § 187a SGB VII, für Krankenversicherung § 4 SGB V).

## Weitere Beispiele mit Präfix
Zunehmend wird der Begriff Budget bzw. Budgetierung durch Hinzufügung eines Präfix konkretisiert, z. B. kombiniertes bzw. flexibles Budget im Krankenhausbereich.
Besondere Bedeutung gewinnt es als Persönliches Budget (§ 29 SGB IX, § 13 SGB VI, § 26 SGB VII). Es ist ebenfalls Ausdruck von Tendenzen in der neueren Gesetzgebung, auch im Haushaltsbereich Regelungen mit Wirkung für die Versicherten und nicht nur verwaltungsinterne Regelungen zu schaffen (sog. output orientierte Haushaltswirtschaft). Bei dem persönlichen Budget werden unterschiedliche Transferleistungen, die ggf. von unterschiedlichen Trägern (zumeist in der Form der Körperschaft des öffentlichen Rechts) zu erbringen sind, für den Empfänger gebündelt, der Höhe nach begrenzt und inhaltlich durch eine Zielvereinbarung mit dem Leistungsempfänger ausgestaltet.
Die Zusammenführung von Ausgabemittel für Leistungen und Verwaltungskosten in dem Wirtschaftsplan einer Arbeitsgemeinschaft im Sinne des § 44b SGB II bezeichnet der Gesetzgeber als Gesamtbudget (§ 46 SGB II).
Neu ist der Begriff des Vermittlungsbudgets im Bereich der Bundesagentur für Arbeit (§ 71b Abs. 5 SGB IV, vgl. K 71 b Rz. 3). Danach wird den Agenturen für Arbeit im Rahmen der Ermessensleistungen innerhalb der Arbeitsförderung ein angemessener Anteil zur Verfügung gestellt; der Sachbearbeiter soll die Leistungen nicht durch Subsumtion unter anspruchsbegründende Gesetze ermitteln, sondern als Case Manager bzw. als Fallmanager Leistungsangebote einzelfallgenau gestalten. Ob damit allerdings der Sachbearbeitung hinreichend Entscheidungsraum im Interessen der Versicherten belassen wird, bleibt abzuwarten (Problem der verwaltungsinternen Anweisungsdichte zur Ausübung des Ermessens).
Zum Sozialbudget, das von dieser Systematik abweicht und lediglich eine Statistik darstellt vgl. Sozialhaushalt.

## Ausblick auf das Staatshaushaltsrecht
Der Begriff Budgetierung ist auch in der Fortentwicklung des staatlichen Haushaltsrechts zu einem output orientierten (Produkt)Haushalt und in ein System der dezentralen Verantwortung (neues Steuerungsmodell) für finanzielle Haushaltsmittel eingeführt worden (§ 6a Haushaltsgrundsätzegesetz).